# ووتنینا
ووتنینا (به لاتین: Vavatenina) یک سکونتگاه مسکونی در ماداگاسکار است که در آنالانجیروفو واقع شده‌است.

## خصوصیات
ووتنینا ۳۰٬۰۰۰ نفر جمعیت دارد و ۱۲۳ متر بالاتر از سطح دریا واقع شده‌است.